# ハレド・アル・エイド
ハレド・アル・エイド（خالد العيد, Khaled Al-Eid、1969年1月2日 - ）はサウジアラビアの馬術選手。
1996年アトランタオリンピック障害飛越個人で44位、同団体で17位だった。
2度目の出場となった2000年シドニーオリンピックでは障害飛越個人で銅メダルを獲得した。これはサウジアラビアのオリンピックの馬術競技史上初めてのメダル獲得である。